# Российский лес (выставка-ярмарка)
«Российский лес» — ежегодная международная выставка-ярмарка, представляющая продукцию, услуги и технологии для лесной, целлюлозно-бумажной и деревообрабатывающей промышленности, а также для предприятий лесопромышленного машиностроения. Выставка-ярмарка проходит в Вологде в залах выставочного комплекса «Русский Дом», в помещениях спортивно-концертного комплекса «Спектр» и на открытых площадках города.

## Тематика
Тематика выставки-ярмарки охватывает все сегменты лесопромышленного комплекса от лесовосстановления и лесопользования до полной безотходной технологии переработки древесного сырья и процессов изготовления готовых изделий из дерева и его производных:
- Восстановление и защита леса
- Лесная сертификация
- Первичная обработка леса
- Лесозаготовительные работы
- Лесопильное производство
- Транспортировка леса и продукции лесопереработки
- Погрузочно-разгрузочное и складское оборудование
- Целлюлозно-бумажное производство
- Машины, оборудование и технологии производства полуфабрикатов, массовых, технических и других видов бумаги
- Гидролизное производство
- Деревообрабатывающее производство:
  - станки и комплектующие
  - материалы и принадлежности
  - дерево- и бумагорежущий инструмент
  - производство технологического сырья из низкокачественной древесины и отходов
  - оборудование для изготовления древесных плит и прессованных изделий
  - производство фанеры, древесно-слоистых пластиков и шпона
  - образцы продукции и материалов
- Столярные и плотницкие работы
- Машины, инструменты, приборы и принадлежности
- Мебельное производство
- Станки, инструменты, принадлежности, материалы, готовые изделия
- Спичечное производство
- Производство спортивных и других товаров народного потребления
- Образцы готовых изделий и материалов из дерева и его производных, в том числе промышленная продукция, товары ремесленного производства, изделия народного творчества, произведения искусства, любительские поделки

Часть презентационного стенда

- Техническая древесина «Engineered Wood»
- Дерево для строительных, ремонтных и отделочных работ
- Деревянное зодчество
- Ценные породы дерева
- Средства автоматизированного и компьютеризированного управления технологическими процессами и предприятиями
- Информационные системы
- Логистика
- Контрольно-измерительные приборы и аппаратура
- Охрана окружающей среды
- Внедрение безотходных производств
- Оборудование для нейтрализации, утилизации и регенерации отходов
- Использование вторичных ресурсов тепла
- Экономичное водопользование
- Техника охраны труда и пожарной безопасности; спецодежда
- Наука и профессионально-техническое образование
- Научные и технологические достижения и проекты
- Техническая литература, патенты и лицензии
- Инвестиционные проекты
- Учебные программы подготовки кадров по специальностям лесопромышленного комплекса

## Мероприятия
Выставка-ярмарка проводится с целью расширения и укрепления экономических связей лесопромышленных предприятий Северо-Западного региона Российской Федерации с отечественными и зарубежными партнерами. Для развития деловых и партнерских отношений между предприятиями отрасли в рамках выставки-ярмарки проводятся следующие мероприятия:
- презентации продукции лесной, целлюлозно-бумажной и деревообрабатывающей промышленности, лесного машиностроения
- ознакомление с инновационными технологиями заготовки и переработки древесины
- демонстрации работы лесозаготовительной техники
- научно-практические конференции
- бизнес-семинары, «круглые столы», мастер-классы
- ознакомление с работой профильных предприятий Вологодской области
- соревнования среди специалистов лесной отрасли

## История
В 1996 году по поручению губернатора Вологодской области Вячеслава Позгалева в целях стабилизации и поддержки лесопромышленного комплекса Вологодчины была проведена первая Областная выставка-ярмарка «Вологодский лес—97». Её участниками стали 46 лесопромышленных предприятий области, которыми было заключено сделок на сумму 27 миллионов долларов США. В 1997 году вторая выставка-ярмарка «Вологодский лес—98» привлекла более 70 предприятий-участников, включая 11 предприятий регионов России и иностранных фирм. Вологду посетило более 1000 гостей и несколько официальных делегаций. За эти два года своей работы выставка-ярмарка показала свою высокую эффективность и 13 августа 1998 года вышло распоряжение Правительства России № 1163-р о проведении в городе Вологде в декабре 1998 года Всероссийской выставки-ярмарки «Российский лес». В 2008 году ярмарке присвоен официальный статус Международной.

### 2000 год
V Всероссийская выставка-ярмарка «Российский лес» прошла в Вологде с 6 по 8 декабря 2000 года. На выставке-ярмарке была представлена продукция 250 предприятий 66 из которых — иностранные. На площади Революции, разместилась выставка лесозаготовительных машин (61 единица техники и 21 деревообрабатывающий станок). Выставку посетили более 5000 человек, среди них представители 36 регионов России и делегации из 17 стран ближнего и дальнего зарубежья. Увеличению численности участников в этом году способствовало введение нового выставочного комплекса «Русский дом», построенного администрацией Вологодской области на паях с Министерством экономики РФ.

### 2001 год
VI Всероссийская выставка-ярмарка «Российский лес» прошла в Вологде с 5 по 7 декабря 2001 года. В этот раз выставка-ярмарка расположилась на четырех площадках города. На центральной площади демонстрировались более 40 единиц техники. Продукция лесного машиностроения была представлена и на другой площадке — в СКК «Спектр». Свои экспозиции представили около 90 предприятий лесного комплекса из различных регионов России и почти 80 предприятий Вологодской области, 26 зарубежных фирм.

### 2002 год
VII Всероссийская выставка-ярмарка «Российский лес» прошла в Вологде с 4 по 6 декабря 2002 года. На выставке-ярмарке была представлена продукция 217 предприятий, в том числе 30 иностранных. За время работы выставку-ярмарку посетили более 20 тысяч человек. В период работы выставки прошли биржевые селекторные торги, в ходе которых были заключены 23 сделки на сумму более 45 миллионов рублей. В рамках выставки прошло награждение победителей 3-х областных соревнований лесорубов, в которых приняли участие более 30 вальщиков леса из 15 лесозаготовительных предприятий. Соревнования проводились по пяти номинациям. Впервые были проведены командные соревнования.

### 2003 год
VIII Всероссийская выставка-ярмарка «Российский лес» прошла в Вологде с 3 по 5 декабря 2003 года. На выставке-ярмарке была представлена продукция 189 фирм и предприятий из 35 регионов России, в том числе представители 26 иностранных фирм. За четыре дня работы выставку-ярмарку посетили около 20 тысяч человек. В период работы выставки были организованы биржевые селекторные торги в ходе которых заключены сделки на сумму более 13 миллионов рублей.

### 2004 год
IX Всероссийская выставка-ярмарка «Российский лес» прошла в Вологде с 1 по 3 декабря 2004 года. На выставке-ярмарке была представлена продукция 205 фирм и предприятий из 24 регионов России, а также девяти зарубежных стран (Австрии, Германии, Дании, Финляндии, Франции, Чехии, Украины, Белоруссии и Латвии).
На открытой площадке было представлено 28 единиц лесозаготовительной техники и 25 деревообрабатывающих станков. За три дня выставку-ярмарку посетили около 25 тысяч человек. В рамках выставки прошел конкурс на лучшую деревянную баню и определился лучший в Вологодской области вальщик леса.

### 2005 год
X Всероссийская выставка-ярмарка «Российский лес» прошла в Вологде с 30 ноября по 2 декабря 2005 года. Всего в выставке-ярмарке приняли участие 240 фирм и предприятий, представлявших 23 российских региона и 17 иностранных государств.

### 2006 год
XI Всероссийская выставка-ярмарка «Российский лес» прошла в Вологде с 6 по 8 декабря 2006 года. В выставке-ярмарке приняли участие 150 экспонентов из 24 регионов России. Кроме этого, областную столицу посетили заинтересованные делегации из Чехии, Швеции, Словакии, Болгарии и Люксембурга. Впервые свои работы представили мастера народных художественных промыслов. В рамках выставки прошел первый всероссийский конкурс «Лучший оператор гидроманипулятора».

### 2007 год
XII Всероссийская выставка-ярмарка «Российский лес» прошла в Вологде с 5 по 7 декабря 2007 года. Всего в выставке-ярмарке приняли участие 198 экспонентов из 29 регионов России и 5 иностранных государств (Австрия, Германия, Белоруссия, Финляндия, Украина). Общая площадь экспозиции составила 3229 м² (закрытые площади 1337 м² и открытая площадка 1892 м²). За дни работы выставки-ярмарки её посетили свыше 50 тысяч человек. В рамках выставки прошел всероссийский конкурс «Лучший оператор гидроманипулятора». Выставку-ярмарку посетил председатель Правительства Российской Федерации Виктор Алексеевич Зубков.

Сруб собачьей конуры
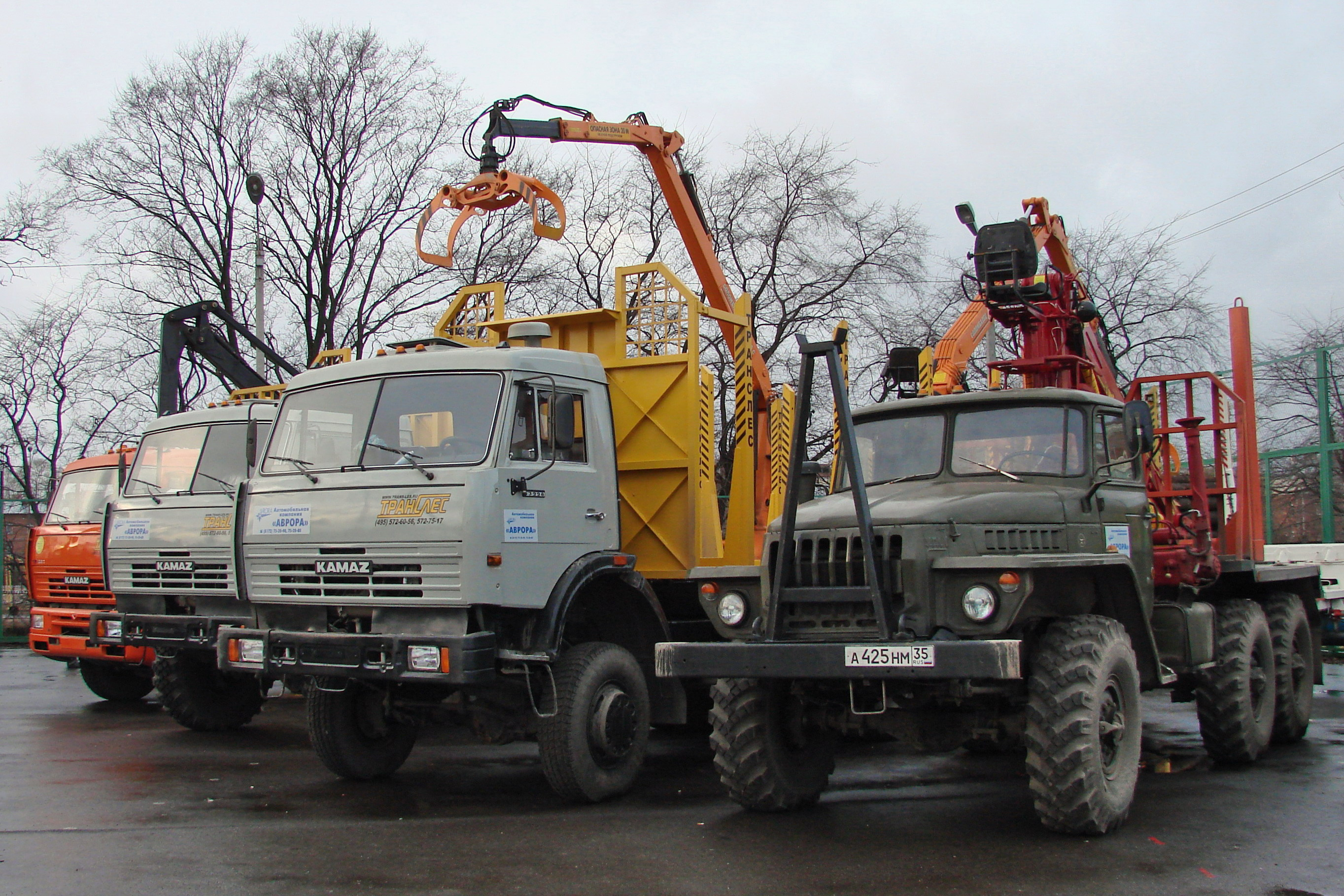
Техника на открытой площадке
Шипорезный станок

### 2008 год
XIII Международная выставка-ярмарка «Российский лес» прошла в Вологде с 10 по 12 декабря 2008 года. Всего в выставке-ярмарке приняли участие 210 предприятий и организаций из 27 регионов России и 6 иностранных государств (Белоруссия, Финляндия, Швеция, Германия, Австрия, Чехия). На открытых площадках было представлено 54 единицы лесозаготовительной техники и деревообрабатывающего оборудования от 40 компаний. Общая площадь выставки-ярмарки составляла 4712 м² (площадь экспозиций — 2441 м²). В первый день выставки был проведён традиционный конкурс «Лучший оператор гидроманипулятора».

### 2009 год
XIV Международная выставка-ярмарка «Российский лес» прошла в Вологде с 9 по 11 декабря 2009 года. Всего в выставке-ярмарке приняли участие более 225 предприятий и организаций из регионов Российской Федерации и десяти иностранных государств (Белоруссия, Финляндия, Швеция, Германия, Австрия, Чехия, Италия, Польша).
На выставке-ярмарке были представлены более 55 единиц лесозаготовительной техники и деревообрабатывающего оборудования. Была организована мини-экспозиция ручного деревообрабатывающего инструмента (более 100 наименований). В рамках выставки-ярмарки «Российский лес» проведена Международная научно-техническая конференция, состоялся международный лесной форум «Лес и человек — Вологда». В деловой программе выставки-ярмарки состоялись 15 семинаров по вопросам развития лесного хозяйства и лесной промышленности, инвестиционному развитию, внедрению и использованию современных технологий заготовки и переработки древесины, современных методов лесопользования, развития биоэнергетики.
На площади Революции была развёрнута экспозиция деревянного домостроения. На ней были представлены 4 деревянных дома разнообразных конструкторских решений, 8 бань и беседок, несколько малых архитектурных форм, предметов деревянной скульптуры, ряд хозяйственных построек.

### 2010 год
XV Международная выставка-ярмарка «Российский лес» прошла в Вологде с 8 по 10 декабря 2010 года. В работе выставки-ярмарки приняли участие более 230 лесопромышленных и финансовых организаций из 9 зарубежных стран и 26 регионов России. На открытых площадках были представлены свыше 50 единиц лесозаготовительной техники и деревообрабатывающего оборудования.
Впервые широкой публике представлена экспозиция деревянного домостроения «Вологодская слобода». На берегу реки Вологды возведены 20 крупных объектов деревянного зодчества. Посетители Вологодской слободы могут получить консультацию специалистов, заказать проект здания или купить уже готовый дом, баню и беседку.

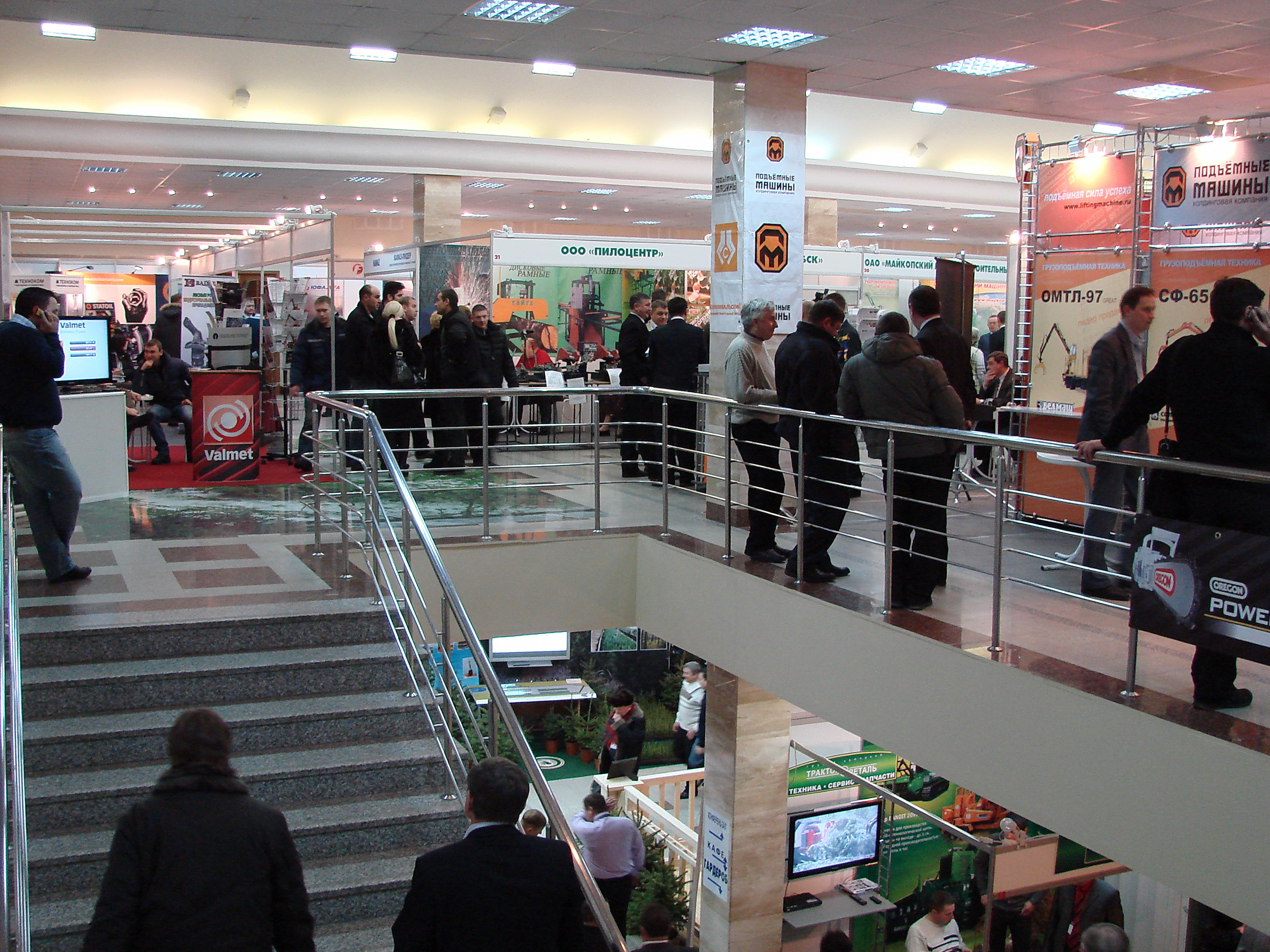
Выставочный комплекс «Русский дом»
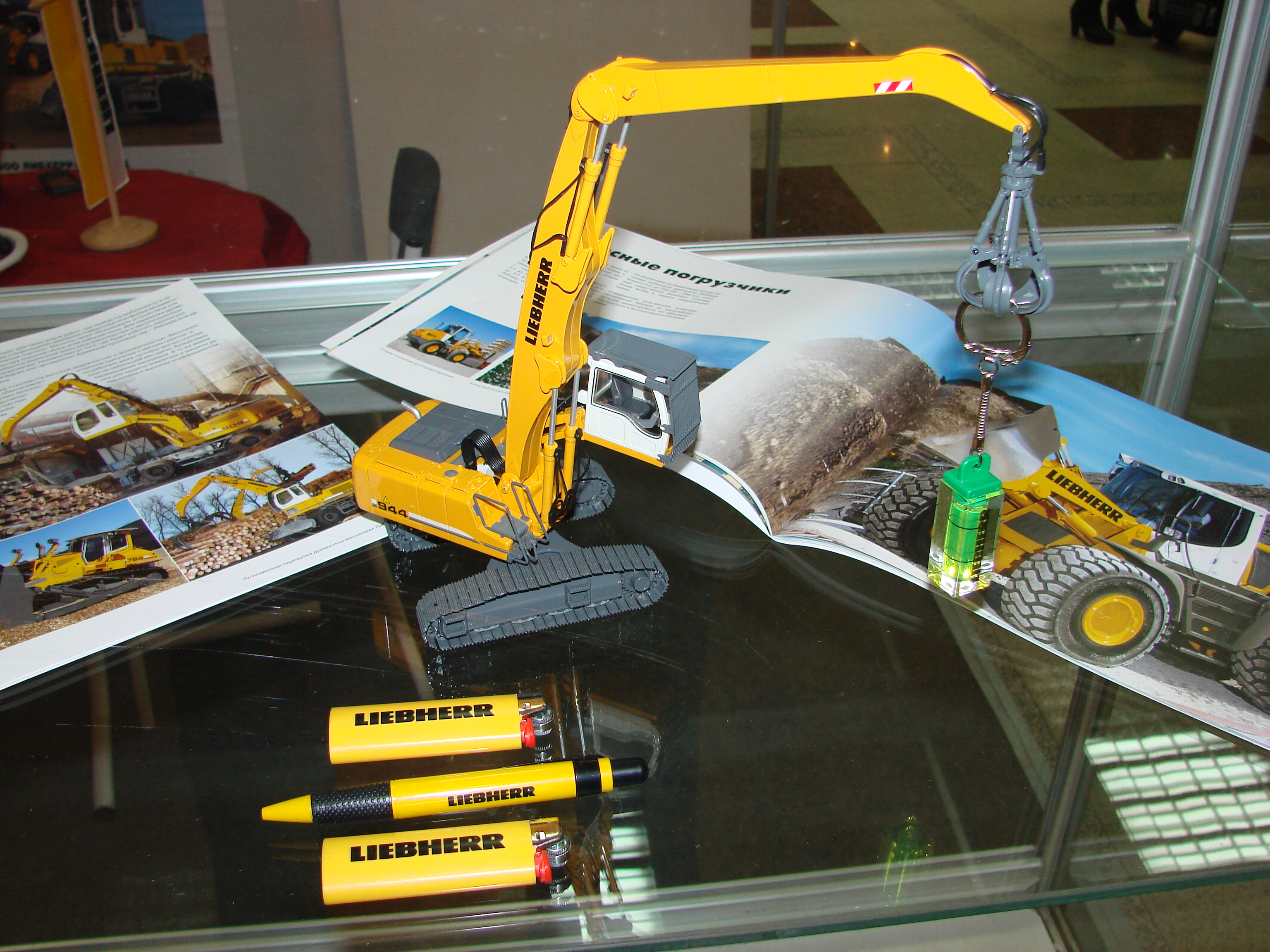
Презентационный стенд компании Liebherr
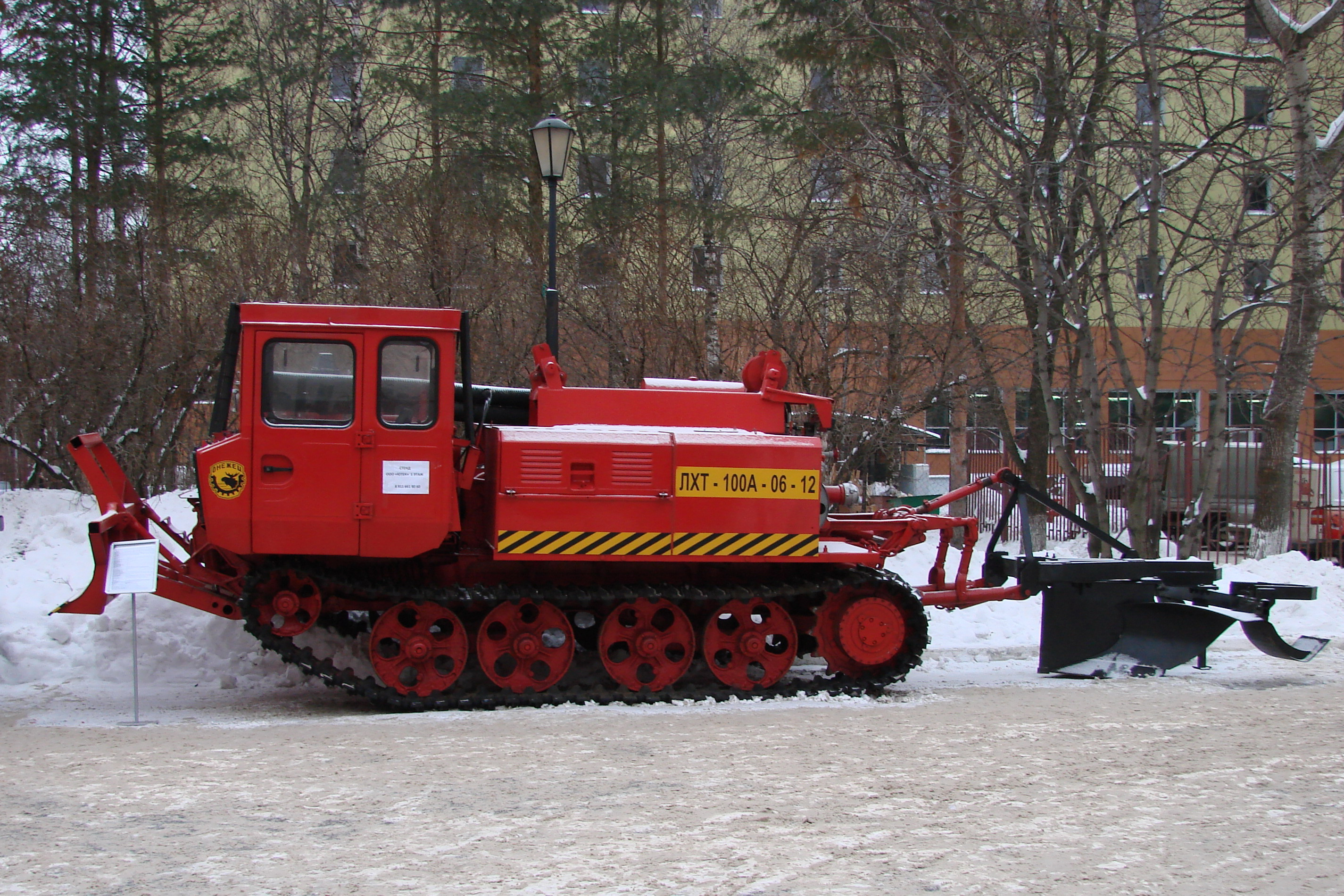
Машина лесопожарная гусеничная ЛХТ-100А-06-12
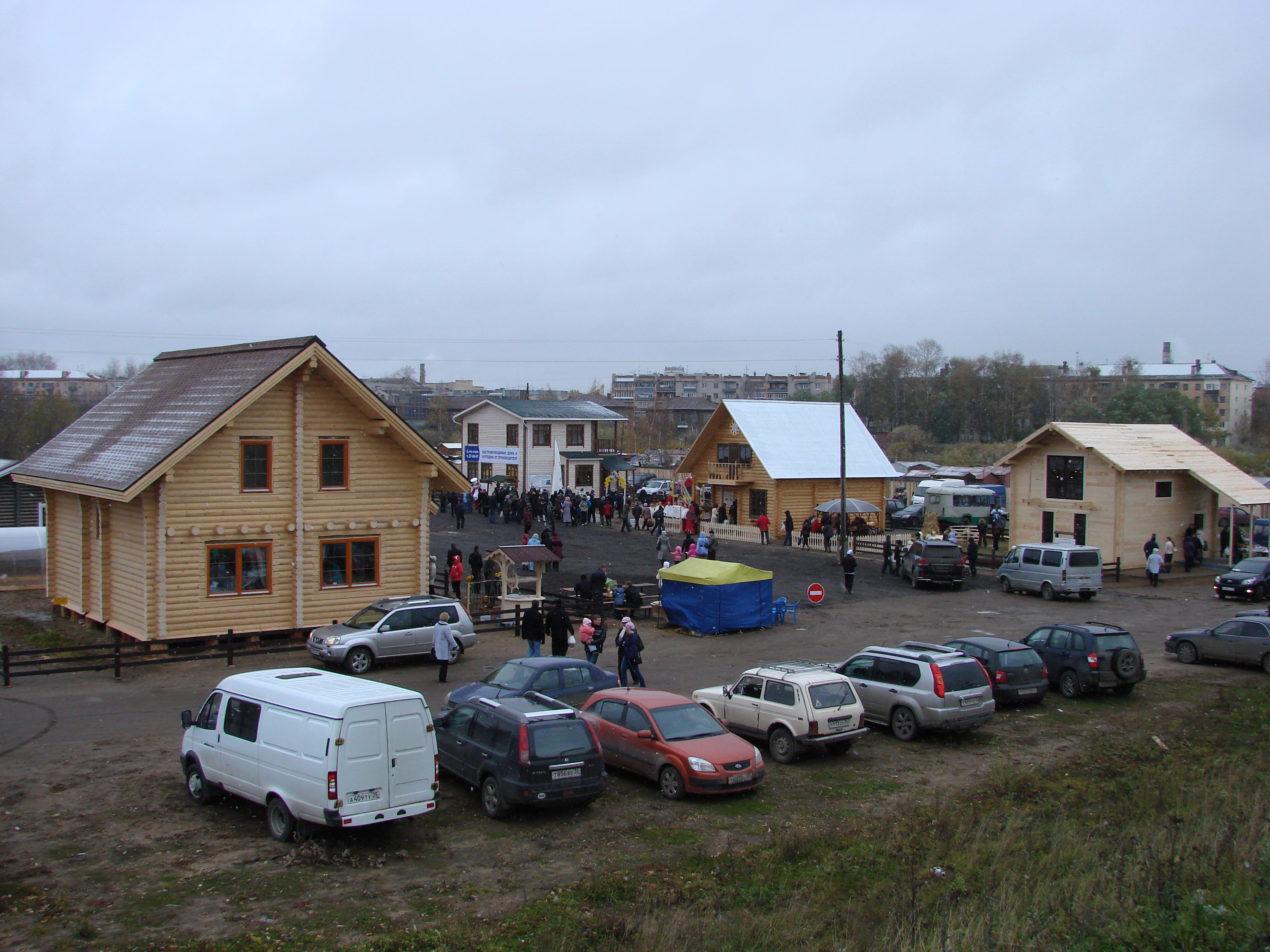
«Вологодская слобода»

### 2011 год
XVI Международная выставка-ярмарка «Российский лес» прошла в Вологде с 7 по 9 декабря 2011 года. В этом году в мероприятиях выставки участвовали представители более 230 предприятий и организаций из 28 регионов Российской Федерации и 12 стран мира.
В ходе выставки были проведены 23 семинара по вопросам развития лесного хозяйства и лесной промышленности, круглые столы, мастер-классы и выездные мероприятия. На постоянно действующей экспозиции деревянного домостроения «Вологодская слобода» были представлены почти 100 объектов деревянного зодчества.
Впервые в рамках международной выставки-ярмарки «Российский лес» состоялась ярмарка профессий «Лесное образование и карьера».

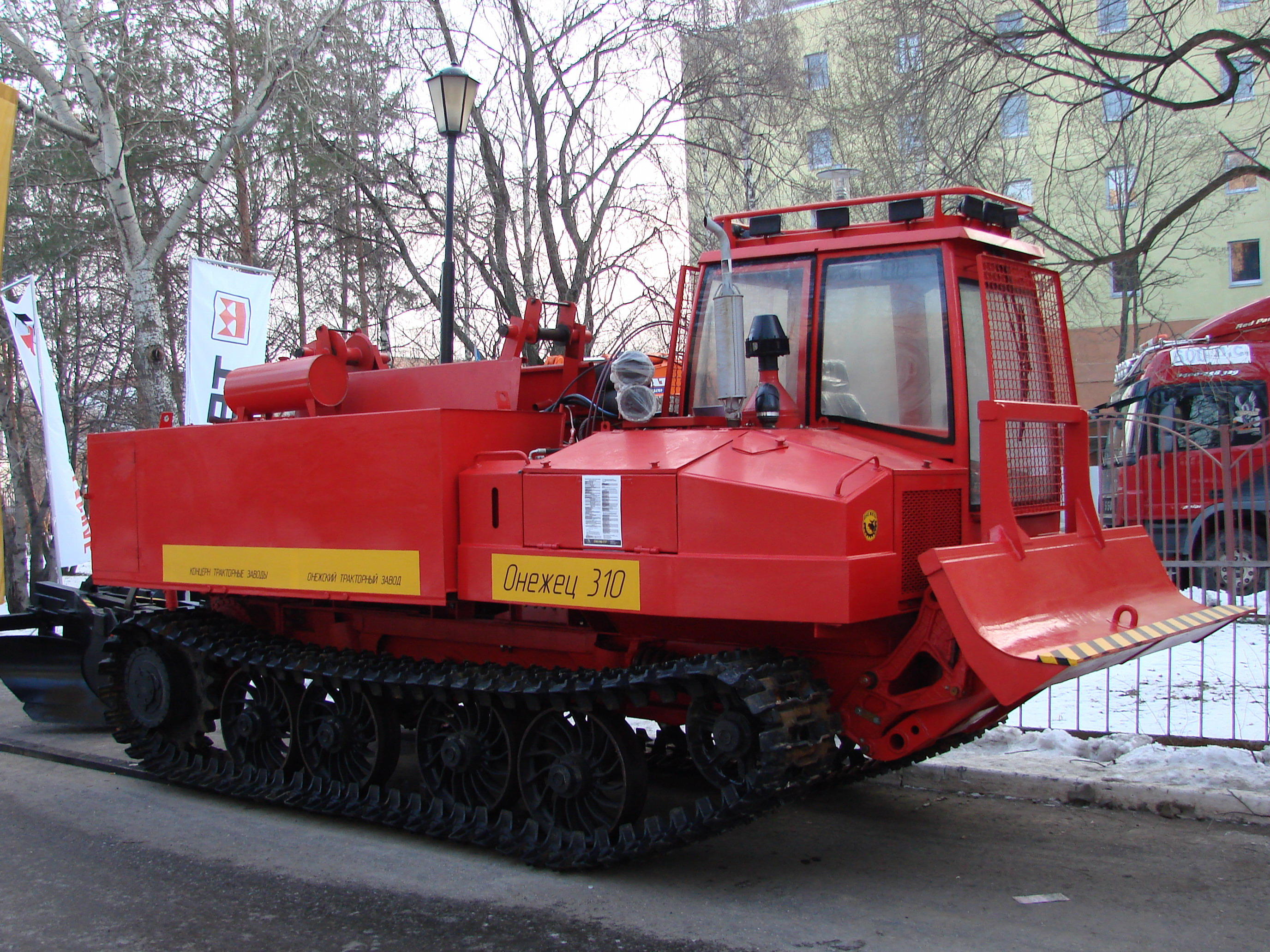
Машина лесопожарная «Онежец-310»
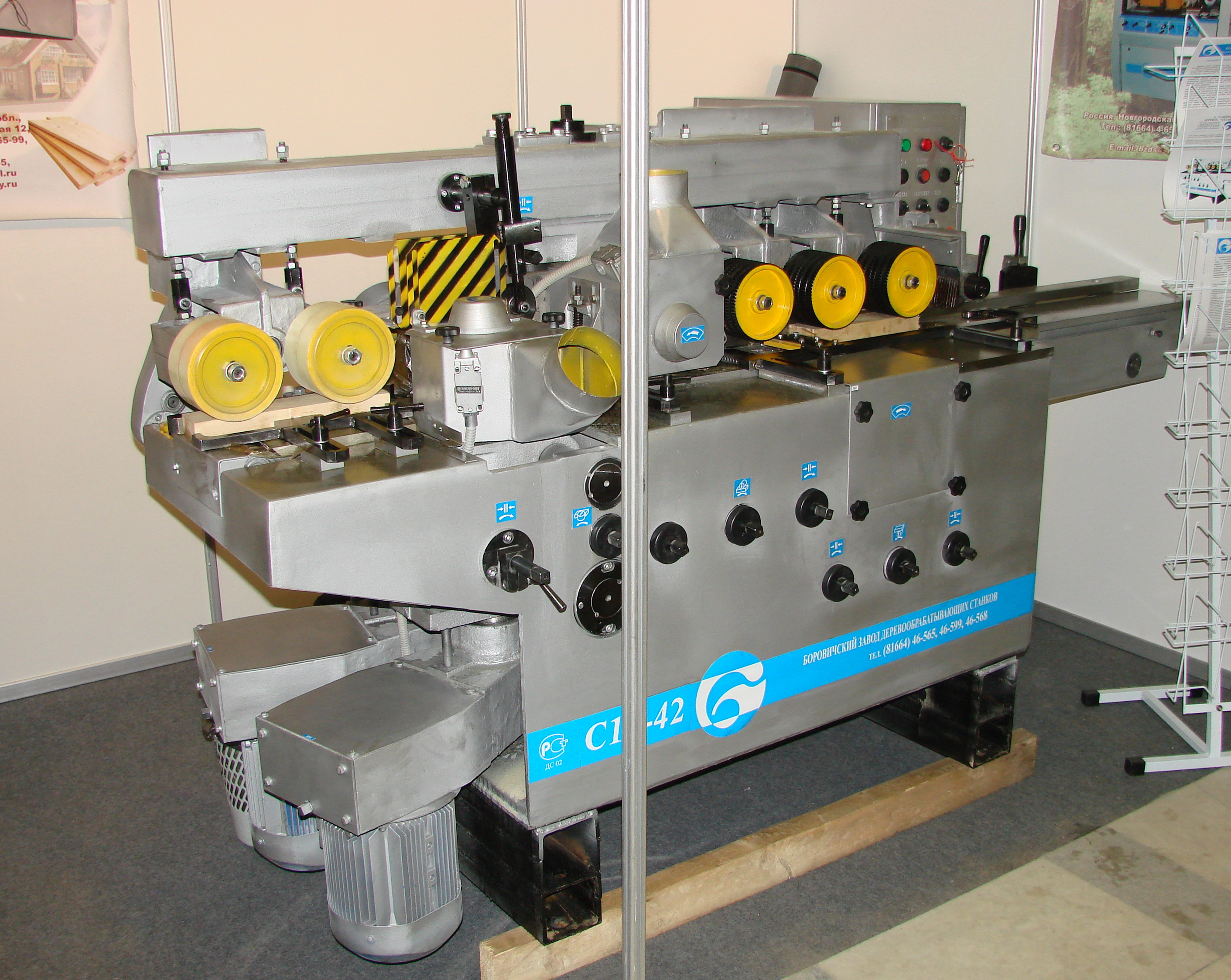
Деревообрабатывающий станок

### 2012 год
XVII Международная выставка-ярмарка «Российский лес» прошла в Вологде с 12 по 14 декабря 2012 года. В этом году в мероприятиях выставки участвовали представители более 195 предприятий и организаций из 23 регионов Российской Федерации и 8 иностранных государств.
В рамках деловой программы состоялся международный форум «Лес и Человек — Вологда». Форум стал местом обсуждения вопросов национальной лесной политики и роли лесопромышленного комплекса в социально-экономическом развитии Российской Федерации. Рассматривались темы пробелов и коллизий в лесном законодательстве и изменения в лесной отрасли после вступления России в ВТО.

### 2013 год
XVIII Международная выставка-ярмарка «Российский лес» прошла в Вологде с 4 по 6 декабря 2013 года. В этом году в мероприятиях выставки приняли участие около 150 российских и зарубежных предприятий, в том числе из Китая, Белоруссии, Польши, Финляндии и других стран.
В рамках выставки-ярмарки было заявлено о создании в Вологодской области международного кластера деревянного домостроения, который будет базироваться в выставочном комплексе «Вологодская слобода» с учебной базой в Соколе.

### 2014 год
XIV Международная выставка-ярмарка «Российский лес» прошла в Вологде с 3 по 5 декабря 2014 года. В этом году в «Русском Доме» собрались свыше 150 компаний из 16 регионов России и четырех зарубежных государств. На выставке были представлены более 50 единиц лесозаготовительной техники и деревообрабатывающего оборудования, а также современные разработки и методы ведения лесного хозяйства и лесной промышленности.

### 2015 год
XX Международная выставка-ярмарка «Российский лес» прошла в Вологде со 2 по 4 декабря 2015 года. На юбилейной выставке в «Русском Доме» собрались свыше 200 компаний из 20 регионов России и шести зарубежных государств. На открытых площадках были представлены более 50 единиц лесозаготовительной техники и деревообрабатывающего оборудования. Во время работы выставки состоялись дискуссии, семинары, деловые встречи, демонстрации возможностей лесозаготовительной техники, а также конкурсы профессионального мастерства.